# Ła-7
Ła-7 (ros. Ла-7) – radziecki jednosilnikowy, jednomiejscowy samolot myśliwski z okresu II wojny światowej.

Silnik ASz-82 eksponowany w MLP w Krakowie

Opracowany w biurze konstrukcyjnym S. A. Ławoczkina jako następca samolotu Ła-5FN. Ła-7 był rozwinięciem projektu Ła-5. Zarówno rozmiary i kształty obu modeli samolotów różniły się nieznacznie. Zmiana leżała w strukturze konstrukcji. Główne dźwigary (w Ła-5 drewniane) zostały zastąpione metalowymi. Żebra skrzydeł i poszycie pozostały bez zmian. Zmiana materiału zaowocowała zwiększeniem wolnej przestrzeni wykorzystanej na dodatkowe zbiorniki paliwa. Poprawie uległa aerodynamika dzięki ulepszeniu i przeniesieniu chłodnicy i wlotu powietrza ku tyłowi samolotu (to odróżnia Ła-5 od Ła-7 zewnętrznie). Do końca II wojny światowej wyprodukowano 5735 sztuk Ła-7.
Ła-7 odznaczał się dużą zwrotnością i łatwością nauki jego obsługi. Do końca wojny nękały go jednak problemy z odpadającym poszyciem, brakiem filtrów na wlocie do sprężarki – co kończyło się jej zatarciem – oraz przegrzewaniem kabiny pilota (temperatura sięgała 50 °C).
Na samolocie Ła-7 latał radziecki as myśliwski II wojny światowej Iwan Kożedub.